# Катетер Фолея

Двухходовой катетер Фолея:
1 — порт, через который раздувается и сдувается баллон;
2 — дренажный порт (к которому обычно присоединяют мочеприёмник);
3 — маркировочные надписи, в том числе указание размера катетера;
4 — надувной удерживающий баллон в ненадутом (внизу) и надутом (вверху) состоянии;
5 — отверстие на дистальном конце катетера

Катетер Фолея (англ. Foley Catheter) — тип катетера, отличающийся наличием надувного удерживающего баллона. Активно используется в урологии для отвода мочи из мочевого пузыря и, реже, для введения в мочевой пузырь лекарственных жидкостей; также используется в рентгенологии, акушерстве и травматологии. Назван в честь американского уролога Фредерика Фолея.

## Устройство, разновидности
Катетер Фолея представляет собой трубку, в которой имеется два либо три канала.
Делают катетер Фолея обычно из латекса и покрывают силиконом. Встречаются также катетеры из латекса, покрытого гидрогелем, и латекса, покрытого политетрафторэтиленом (тефлоном), а также изготовленные только из латекса и только из силикона. Катетеры Фолея, сделанные из чистого силикона, а также латексные катетеры, покрытые силиконом, по сравнению с чисто латексными катетерами Фолея в меньшей степени вызывают реакцию человеческих тканей; кроме того, бактерии на силиконовых поверхностях растут слабее по сравнению с латексными поверхностями.
Для калибровки катетеров используется так называемая французская шкала (шкала Шаррьера), в которой каждая единица соответствует 0,33 мм внешнего диаметра катетера; для обозначения этой шкалы обычно используется сокращение «F», иногда — «Fr» или «Ch» (от фамилии Charrière). Размер катетеров у большинства производителей составляет от 12 до 26F, катетеры меньшего или большего размера встречаются очень редко.
| Цвета и размеры |               |                   |                 |
| Цвет катетера   | Цвет катетера | Внешний диаметр   | Внешний диаметр |
| Цвет катетера   | Цвет катетера | французская шкала | мм              |
|                 | жёлто-зелёный | 6                 | 2,0             |
|                 | васильковый   | 8                 | 2,7             |
|                 | чёрный        | 10                | 3,3             |
|                 | белый         | 12                | 4,0             |
|                 | зелёный       | 14                | 4,7             |
|                 | оранжевый     | 16                | 5,3             |
|                 | красный       | 18                | 6,0             |
|                 | жёлтый        | 20                | 6,7             |
|                 | пурпурный     | 22                | 7,3             |
|                 | синий         | 24                | 8,0             |
|                 | чёрный        | 26                | 8,7             |

Катетеры Фолея могут также отличаться размером надувного баллона — его объём может быть от 5 до 50 мл, при этом, при необходимости, баллон может быть перегружен вдвое относительно заявленного объёма.

## Использование

### Урология
В урологии катетер Фолея используется для соединения с внешней средой мочевого пузыря как с целью отведения из него мочи (и, при необходимости, крови и пр.), так и для введения в него лекарственных жидкостей. Может использоваться как для уретрального, так и для чрескожного дренирования; как для кратковременной, так и для длительной катетеризации; как для мужчин, так и для женщин.
Показанием к катетеризации мочевого пузыря является острая задержка мочи, а также необходимость в его промывании (в том числе с целью удаления сгустков крови, — например, после операций и манипуляций); кроме того, катетеризацию мочевого пузыря проводят для введения в него жидких веществ в лекарственных целях либо контрастных веществ перед проведением рентгенологического исследования мочевого пузыря (цистоуретографии), а также для измерения почасового диуреза

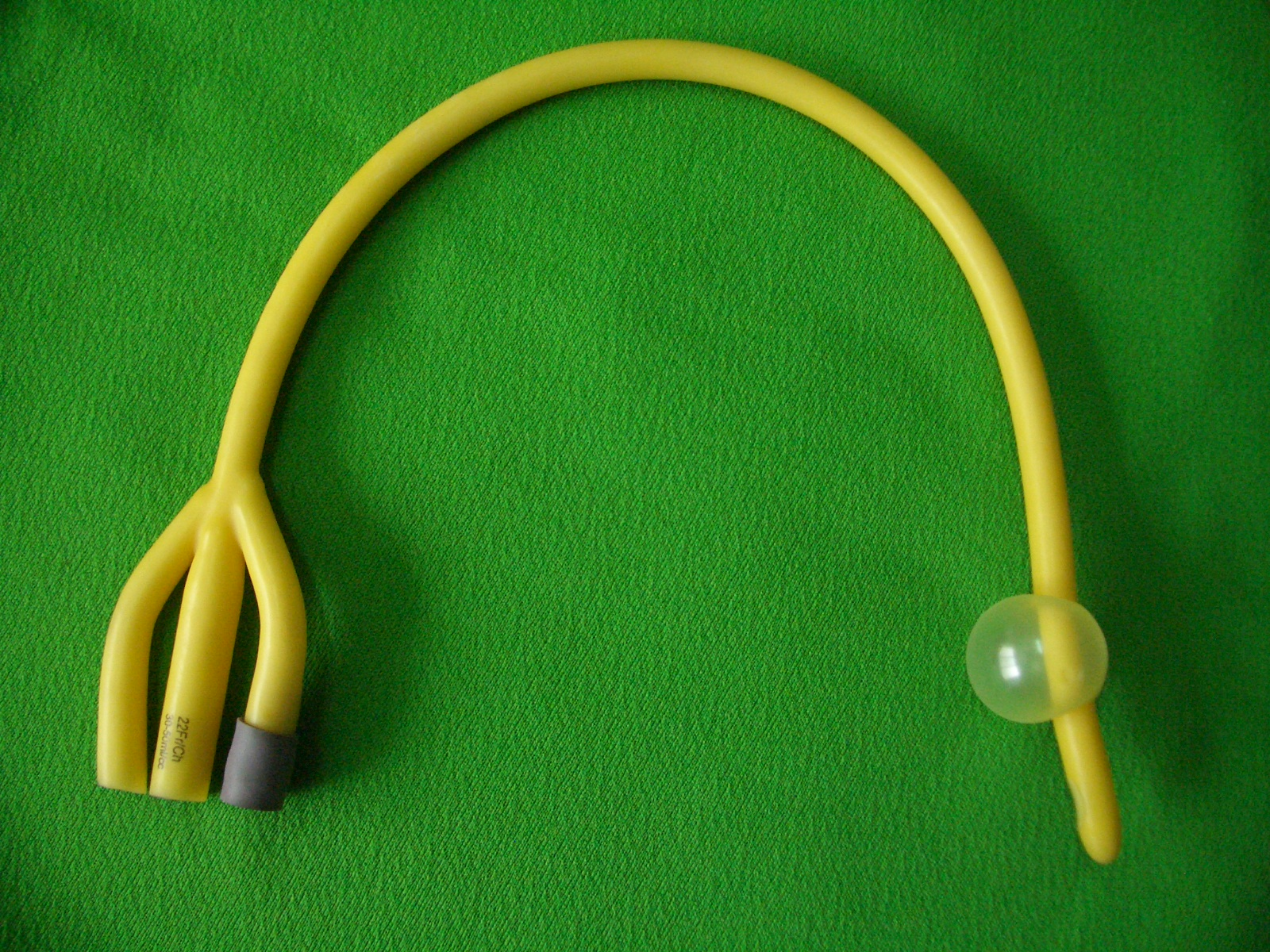
Трёхходовой катетер Фолея

Катетеры Фолея могут быть двух- и трёхходовые. В двухходовых катетерах по одному каналу отводится моча, а также может при необходимости вводиться внутрь жидкость; второй канал предназначен для подачи (либо откачки) жидкости, с помощью которой раздувают (либо сдувают) баллон, расположенный внутри мочевого пузыря на дистальном конце катетера. В трёхходовых катетерах дополнительно имеется тонкой канал, через который производится длительная инфузия мочевого пузыря лекарственными жидкостями. Трёхходовые катетеры обычно устанавливают в тех случаях, когда ожидается продолжительная гематурия: например, после выполнения операции по трансуретральной резекции предстательной железы.

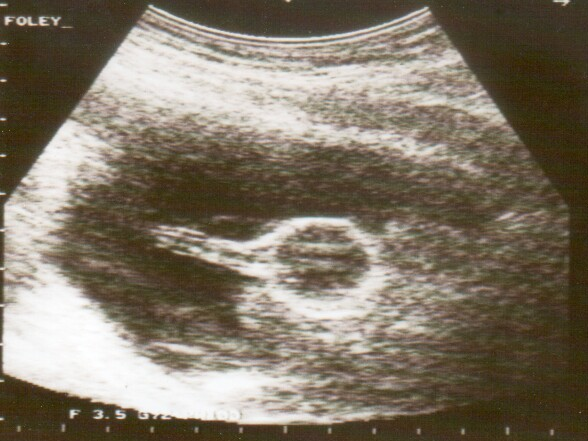
Катетер Фолея при ультразвуковом исследовании мочевого пузыря

Если нет признаков инфицирования мочевыводящей системы, для дренирования мочевого пузыря у женщин используются катетеры размера 12 и 14, у мужчин — 12, 14 и 16, при этом для женщин используются более короткие катетеры. В послеоперационный период обычно используются катетеры с баллоном объёмом 30 мл, в других случаях — объёмом 10 мл для взрослых (использование такого большого баллона не является оправданным, поскольку вызывает у пациента дополнительный дискомфорт); для детей используются баллоны объёмом 5 мл.

### Рентгенология
В рентгенологии катетер Фолея применяется при проведении гистеросальпингографии — диагностики с помощью рентгеновских лучей состояния фаллопиевых труб и внутренней полости матки. Двухходовой катетер Фолея диаметром 4,7—5 мм вводится внутриматочно, удерживающий баллон раздувается в объёме 2—3 мл, после чего через дренажный порт в матку вводится рентгеноконтрастный препарат. Рентгеновские снимки выполняются сразу после введения, затем через 10—15 минут, затем, если в этом есть надобность, через 24 часа.
Использование катетера Фолея при гистеросальпингографии имеет ряд преимуществ по сравнению с традиционными методами: в частности, обеспечивается полная герметизация матки, а проведение процедуры является менее болезненным.

### Акушерство
В акушерстве катетер Фолея используется для индукции родов (искусственной стимуляции сокращений матки) в качестве высокоэффективного и достаточно безопасного инструмента для подготовки шейки матки: с его помощью проводится механическое расширение эндоцервикса.

### Травматология
В травматологии катетер Фолея иногда используется для остановки носовых кровотечений.

## Название
Своё название катетер получил в честь американского уролога Фредерика Фолея (1891—1966), который занимался разработкой катетера с надувным баллоном с конца 1920-х годов. Впервые катетер с такой конструкцией был продемонстрирован Фолеем в 1935 году на заседании Американского общества урологов. В том же 1935 году компания The C. R. Bard Company начала их промышленное производство под названием Foley Catheter.